# Чей Четта V
Чей Четта V (кхмер. ជ័យជេដ្ឋា ទី៥) или Чей Четта VII, при рождении Анг Снгуон (кхмер. អង្គស្ងួន, 1709 — 1755, Удонг, Кампонгспы) — король Камбоджи (1749—1755).
Полное тронное имя — Брхат Пада Самдач Сдач Брхат Раджанкария Брхат Шри Джая Джатхадхираджа Парамаму Павитра (санскр. Brhat Pada Samdach Sdach Brhat Rajankariya Brhat Sri Jaya Jathadhiraja Paramamu Pavitra).

## Биография
Принц Анг Снгуон родился в 1709 году, был вторым сыном короля Томмо Ричеа III, которого с 1736 года также звали Чей Четта VI (3-е правление). Он вступил на престол после освобождения Камбоджи от вьетнамцев, вассалом которых был его предшественник Сатха II.
В течение семи лет своего правления (1749—1755) ему неоднократно приходилось разоблачать заговоры различных фракций королевской семьи, в том числе связанные с открытым противостоянием между потомками королей Томмо Речеа III и Анг Эма.
Чей Четта VII умер от болезни в Удонге в 1755 году. После его смерти Анг Тонг, сын короля Утая I, вновь обрел власть в качестве регента.